# أوفلاج السادس-بي
```
أوفلاج السادس-بي
 
معسكر أسرى
 
حرب
 
ألماني
 
للضباط
 في 
الحرب العالمية الثانية
 
1 كيلومتر (0.6
 
ميل)
 جنوب غرب قرية 
Dössel
 (الآن جزء من 
فاربورغ
 ) في شمال غرب ألمانيا.
```

## تاريخ المخيم
في عام 1939، قبل أن يكون معسكرًا لأسرى الحرب، كان من المخطط أصلاً أن تكون المنطقة مطارًا. تم افتتاح معسكر أسرى الحرب في سبتمبر 1940.  في البداية كان الفرنسيون، ثم تم إيواء الضباط البريطانيين هناك. 
أوضح المبعوث التسلسلي إريك فوستر في سيرته الذاتية أنه عند وصوله تحدث مع أحد الحراس ليسأل عن ظروف المخيم. وأوضح فوستر أن الحارس يصرح، «المخيم كان معسكرًا سيئًا للغاية بالفعل».  أوضح فوستر أن السجناء كانوا في أكواخ تضم 50 إلى 60 رجلاً.  في عام 1941، تم توفير الإضاءة بواسطة مصباحين من الأسيتيلين في كل ثكنة.  تم توفير الإضاءة الكهربائية لاحقًا. 
في ليلة 27 سبتمبر 1944، قامت الطائرات البريطانية بمهاجمة تقاطع السكك الحديدية القريبة في نوردي، بإلقاء بعض القنابل على المعسكر، مما أسفر عن مقتل 90 ضابطًا. توفي 141 سجينًا في Oflag VI-B. دفنوا في المقبرة بالقرب من وسط قرية دوسيل. أقيم نصب تذكاري هناك في عام 1985. 
تم تحرير المعسكر من قبل الجيش الأمريكي في 3 أبريل 1945. 

## ما بعد
في عام 1960، نظم الناجون البولنديون نادي Klub Dösselczyków. يتم الاحتفاظ بمجلات سجناء بولنديين سابقين في المتحف المركزي لأسرى الحرب في شامبينوفيس، بالقرب من أوبولي، بولندا. 